# Глория (футбольный клуб, Одесса)
«Глория» — украинский футбольный клуб из Одессы.

## История
Команда основана в 2004 году. Основу составили игроки одесского «Атлетика» — серебряного призёра чемпионата Украины по мини-футболу среди команд первой лиги сезона-2003/04. В Премьер-лиге Украины выступал под брендом «Черноморец».

## Достижения
- Чемпионат Украины по пляжному футболу: 2004 (2-е место), 2006 (3-е место), 2009 (3-е место), 2010 (Премьер-лига — 1-е место).
- Кубок Украины по пляжному футболу: 2008 (1-е место).
- Суперкубок Украины по пляжному футболу: 2010 (1-е место).
- Чемпионат Одесской области по мини-футболу: 2005 (1-е место)
- Лига чемпионов Одесской области по мини-футболу: 2006 (3-е место)
- Чемпионат Одессы по мини-футболу: 2005 (3-е место), 2006 (1-е место), 2007 (1-е место), 2008 (1-е место)
- Кубок Одесской области по мини-футболу: 2005 (1-е место), 2006 (1-е место), 2007 (1-е место)
- Суперкубок Одесской области по мини-футболу (Кубок Вызова): 2006 (2-е место)
- Суперкубок Одессы по мини-футболу: 2007 (1-е место)
- Чемпионат Одессы по мини-футболу среди ветеранов 35+: 2015 (1-е место)
- Кубок Одессы по мини-футболу среди ветеранов 35+ памяти А. Г. Погорелова: 2011 (1-е место)
- Чемпионат Одесской области по пляжному футболу: 2004 (1-е место), 2005 (1-е место), 2006 (1-е место), 2009 (1-е место), 2010 (1-е место)
- Чемпионат Одессы по пляжному футболу: 2009 (1-е место)
- Кубок Одессы по пляжному футболу: 2005 (1-е место)

## Чемпионы Украины-2010 (Премьер-лига)
Вратари: Андрей Артемов, Евгений Кавун, Григорий Красовский
Полевые игроки: Александр Калмацуй, Александр Станкевич, Анатолий Коломийчук (играющий главный тренер и капитан команды), Анатолий Снигур, Андрей Копко, Валерий Губенко, Виктор Пюро, Виталий Дерюга, Дмитрий Мовила, Севастиан Вальдман, Алексей Данилюк, Михаил Захаренко, Юрий Лоскутов (лучший бомбардир чемпионата Украины-2010)